# Монастырец (Закарпатская область)
Монастыре́ц (укр. Монастирець, венг. Monostor) — село в Горинчовской сельской общине Хустского района Закарпатской области Украины.
Население по переписи 2001 года составляло 1891 человек. Почтовый индекс — 90427. Телефонный код — 3142. Код КОАТУУ — 2125385601.